# Achadinha (Camacha)
Achadinha é um sítio povoado da freguesia da Camacha, concelho de Santa Cruz, Ilha da Madeira.